# Swetlogorsk
Swetlogorsk (russisch Светлогорск anhörenⓘ, wörtlich übersetzbar etwa "Hellberg", "die Stadt am hellen Berg"), deutsch Rauschen (polnisch Ruszowice, litauisch Raušiai), ist eine Stadt und ein Badeort an der samländischen Ostseeküste in der russischen Oblast Kaliningrad. Swetlogorsk ist Verwaltungssitz des Stadtkreises Swetlogorsk. Die Stadt hat 16.700 Einwohner (Stand 2023). Bis 1945 gehörte der Ort zum Deutschen Reich.

## Geographische Lage
Der Badeort an der Ostsee liegt in der historischen Region Ostpreußen, etwa 35 Kilometer nordwestlich von Königsberg (Kaliningrad), sechs km südöstlich vom Kleinen Gebirge.

## Geschichte
Rauschen wurde 1258 als Rusemoter im Urkundenbuch des Bistums Ermland urkundlich erwähnt (1458 Rawschen, Rawssche; 1624 Rauschen). Der Name ist prußisch und beschreibt die vom Wasser ausgehöhlte Küstenform (ruset: langsam fließen; rausis: ausgewühlte Höhle; moter: sumpfiges Land, Areal, Beritt). Die Siedlung Rusemoter hat vermutlich dort gelegen, wo sich heute das Südufer des Mühlenteiches erstreckt. 
Der Mühlenteich selbst wurde erst später unter der Herrschaft des Deutschen Ordens angelegt. Diese stauten den Katzbach, um am Nordostufer des so entstandenen Mühlteiches eine Wassermühle zu betreiben. Diese Mühle war die größte des Samlandes. Von der Mühle ist nichts mehr erhalten, aber es steht noch eine 400-jährige Linde am Ostufer des Sees. An seinem Rand entstand Alt-Rauschen.

Rauschen, zwischen Kurischer Nehrung und Frischer Nehrung an der Ostseeküste nordwestlich von Königsberg, auf einer Landkarte von 1910

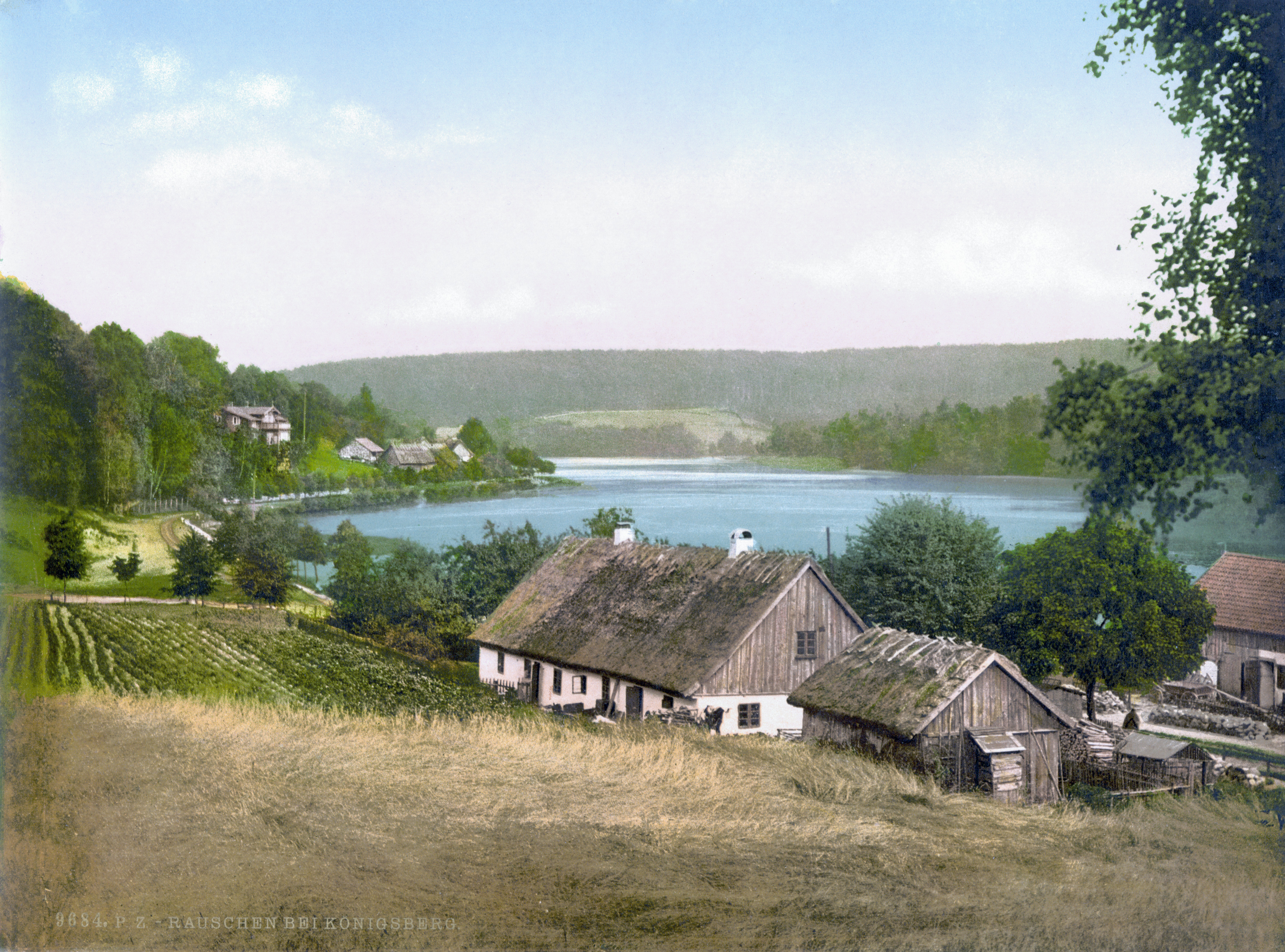
Rauschen um 1900

Der Aufstieg Rauschens als renommierter Badeort begann mit dem Bau der Samlandbahn. Zunächst entstand 1900 der Bahnhof Rauschen-Ort. Sechs Jahre später wurde auch der direkt am Meer gelegene Ortsteil Rauschen-Düne mit einem eigenen Bahnhof angebunden. Mit einer Standseilbahn konnten die Badegäste bereits damals direkt vom Bahnhof bis hinunter an den Strand gelangen. Die heute betriebene Seilbahn stammt nicht mehr aus dieser Zeit. Diese Seilbahn wurde im Sommer 2014 modernisiert.
Die Landgemeinde Rauschen gehörte ab 1874 zum Amtsbezirk Neukuhren. 1901 wurden die Landgemeinden Rauschen, Cobjeiten (Kobjeiten) und Sassau unter Beibehaltung des Namens Rauschen zusammengeschlossen; ab 1910 wurde die Landgemeinde Rauschen in einen eigenständigen Amtsbezirk ausgegliedert.
Bis 1945 war Rauschen ein bekanntes Seebad und Naherholungsgebiet für die Bewohner der Stadt Königsberg (Preußen). Im Krieg wurde Rauschen im Vergleich zu anderen Orten in Ostpreußen nur sehr wenig zerstört, weshalb hier bis heute viel historische Bausubstanz aus dem 19. und frühen 20. Jahrhundert erhalten ist. Nach 1945 wurden die noch nicht geflohenen deutschen Bewohner vertrieben, vor allem Russen und Weißrussen wurden angesiedelt. 
Im Juni 1947 wurde Rauschen in Swetlogorsk umbenannt und gleichzeitig zur Stadt erklärt. Im Juli 1947 wurde der Nachbarort Otradnoje (Georgenswalde) an Swetlogorsk angeschlossen. Zu diesem Zeitpunkt wurde die Stadt rajonfrei. Zeitweise wurden auch die Orte Jantarny und Pionerski von Swetlogorsk aus verwaltet.

### Der Flugunfall vom 16. Mai 1972
Am 16. Mai 1972 gegen 12:30 Uhr kollidierte ein sowjetisches Militär-Transportflugzeug vom Typ Antonow An-24T mit einem auf der Steilküste stehenden Baum und stürzte 200 Meter weiter auf einen Kindergarten, der durch das auslaufende Kerosin zusätzlich in Brand geriet. Bei dem Unfall kamen 33 Menschen ums Leben, darunter 24 Kinder im Alter von zwei bis sieben Jahren, drei Mitarbeiterinnen des Kindergartens und die acht Fluginsassen.
Die Unfallursachen sind bis heute nicht zweifelsfrei aufgeklärt. Es wird angenommen, dass der vom Flughafen Chrabrowo gestartete Flug, nachdem einige Wochen zuvor ein schwedisches Privatflugzeug auf dem Militärflugplatz Tschkalowsk gelandet war, der Überprüfung der Radarüberwachung dienen und in möglichst geringer Höhe ausgeführt werden sollte. Über der Ostsee soll Nebel geherrscht und der Höhenmesser des Flugzeugs soll fehlerhaft gearbeitet oder falsch eingestellt worden sein.
Die öffentlichen Stellen versuchten, den Vorfall möglichst geheim zu halten. Der Eisenbahnverkehr von und nach Swetlogorsk wurde ausgesetzt, der Autoverkehr kontrolliert. Bereits am folgenden Tag sollen die Trümmer des Kindergartens beseitigt und an deren Stelle eine Grünanlage eingerichtet gewesen sein. Dennoch kamen bei der Beerdigung mehrere tausend Menschen zusammen.

### Bevölkerungsentwicklung
| Jahr | Einwohner |
| ---- | --------- |
| 1933 | 2.178     |
| 1939 | 2.544     |
| 1959 | 6.726     |
| 1970 | 7.797     |
| 1979 | 9.982     |
| 1989 | 11.881    |
| 2002 | 10.950    |
| 2010 | 10.772    |
| 2021 | 16.207    |

Anmerkung: Volkszählungsdaten

## Ortsteile
Neben dem Ortskern gehören zu Swetlogorsk folgende acht Ortsteile:
| Ortsname                   | deutscher Name             | Zeitpunkt der Eingliederung | Bemerkungen |
| -------------------------- | -------------------------- | --------------------------- | --- |
| Bobrowka (Бобровка)        | Battau                     | vor 1975                    | Preußisch Battau, russisch Dobroje, war ebenfalls zeitweise ein Ortsteil von Swetlogorsk und gehört jetzt zur Stadt Pionerski. |
| Juschny (Южный)            | Alexwangen                 | vor 1975                    | |
| Maiski (Майский)           | Schönwalde                 | 1947 ?                      | |
| Otradnoje (Отрадное)       | Georgenswalde              | 1947                        | |
| Prigorodnoje (Пригородное) | Kirtigehnen                | 1928                        | |
| Saretschny (Заречный)      | Sassau                     | 1901                        | |
| Selski (Сельский)          | Kobjeiten bei Sankt Lorenz | 1901                        | |
| Sori (Зори)                | Tykrehnen                  | 1947 ?                      | |

## Kirchen
In Swetlogorsk gibt es die Kirchen

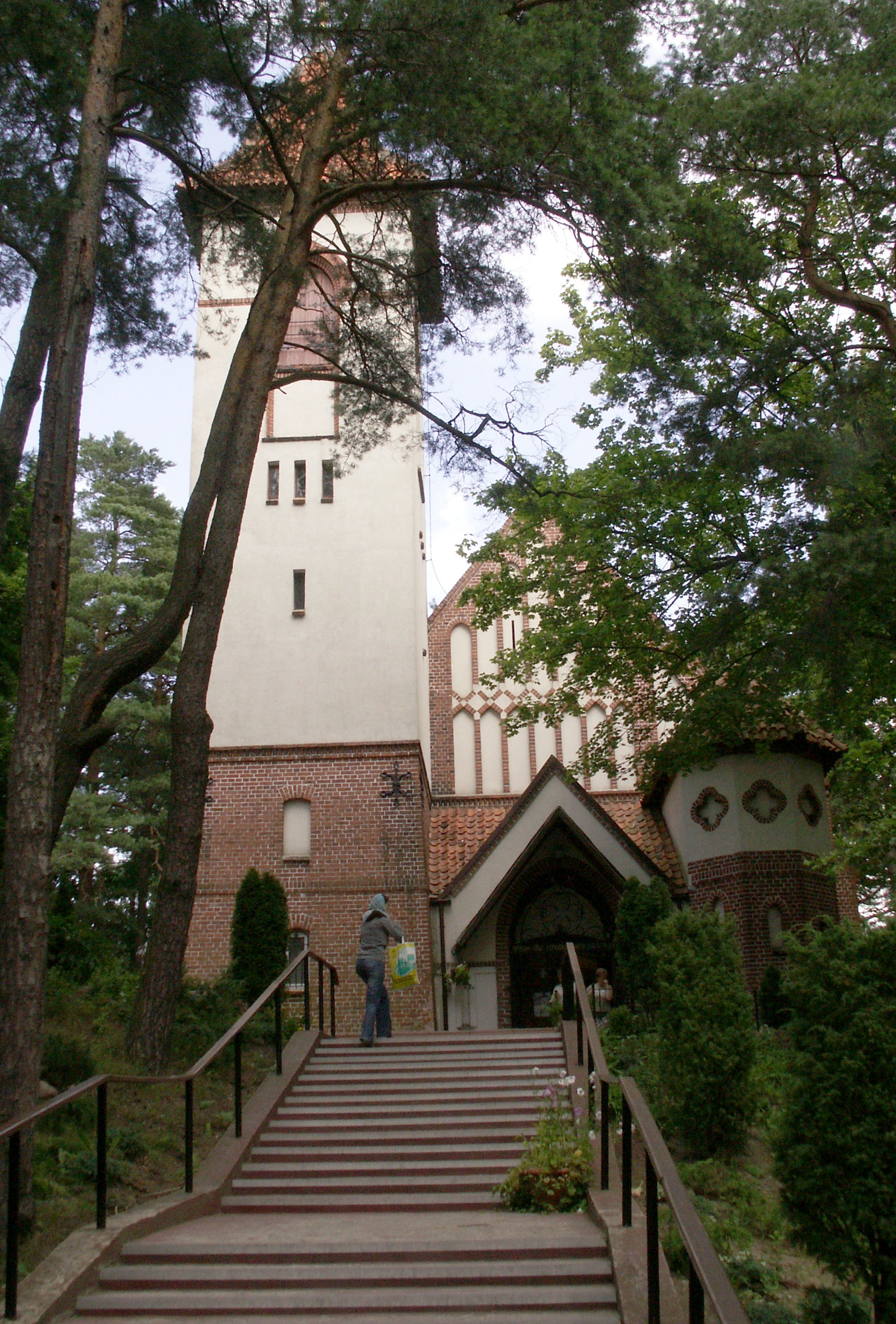
Kirche des heiligen Seraphim von Sarow

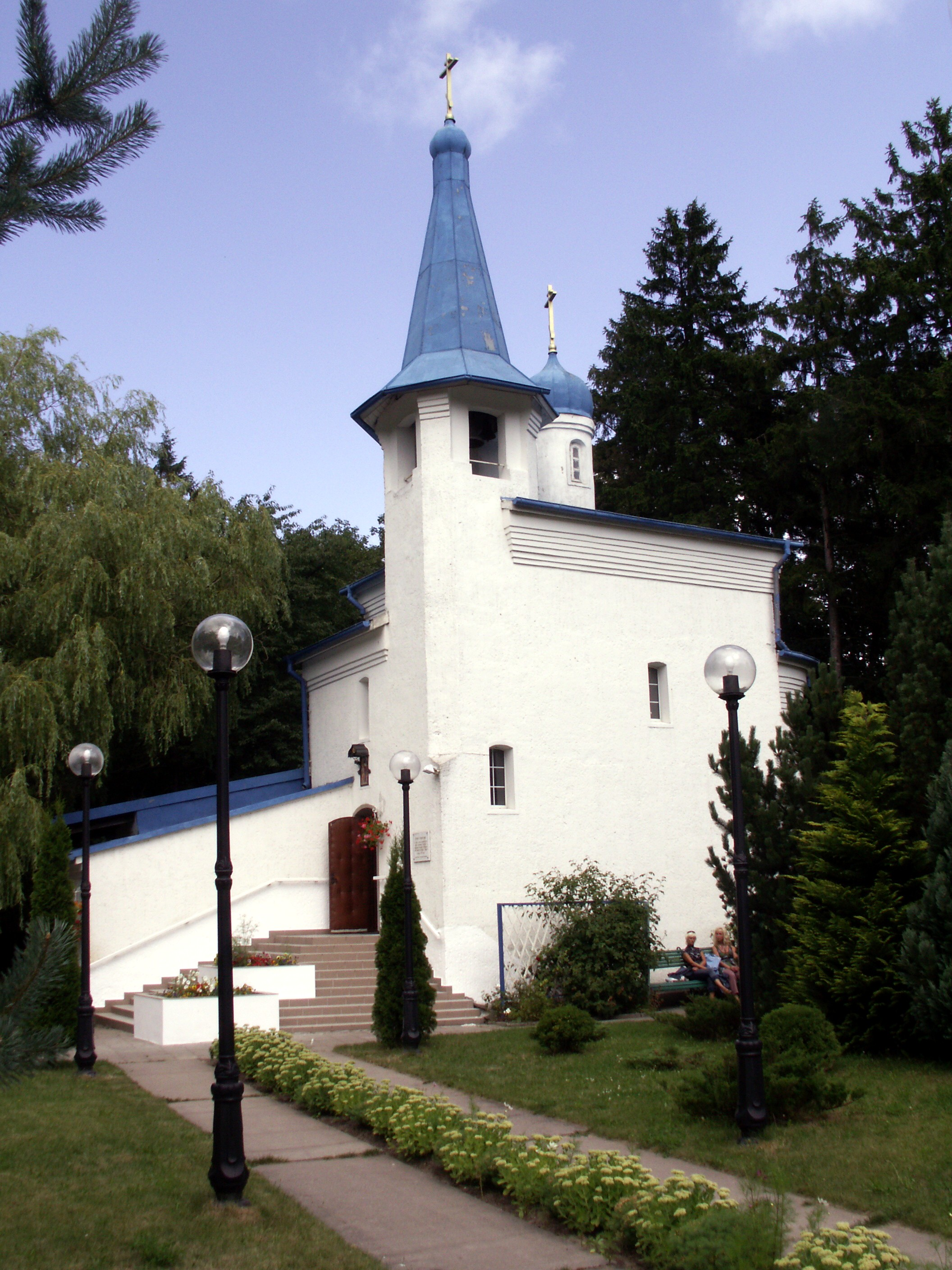
Kirche der Ikone der Gottesmutter "Freude aller Leidenden"

- Kirche des heiligen Seraphim von Sarow, 1907 als evangelische Kirche erbaut nach Plänen von Otto Walter Kuckuck und Ernst (?) Wichmann, seit 1991 orthodoxe Kirche
- Kirche der Ikone der Gottesmutter "Freude aller Leidenden", 1994 erbaut im Gedenken an den Flugunfall von 1972

Weitere ehemalige Kapellen werden kulturell genutzt
- ehemalige katholische Kirche Maria Meeresstern, 1930/31 erbaut nach Plänen von Regierungsbaumeister a. D. Wilhelm Kleppe,[13] seit 1995 Makarow-Orgelsaal mit einer Orgel von Hugo Mayer (II/P, 24), die drittgrößte in der Oblast nach denen im Königsberger Dom
- ehemalige Baptistenkapelle, 1905 in Rauschen-Ort erbaut nach Plänen des Gemeindevorstehers Karl Glauss, seit 2007 Konzertsaal der Kinderkunstschule

Die nächsten evangelischen Gemeinden befinden sich in Selenogradsk (Cranz) und Kaliningrad (Königsberg) in der Propstei Kaliningrad.

## Verkehr

### Schienen

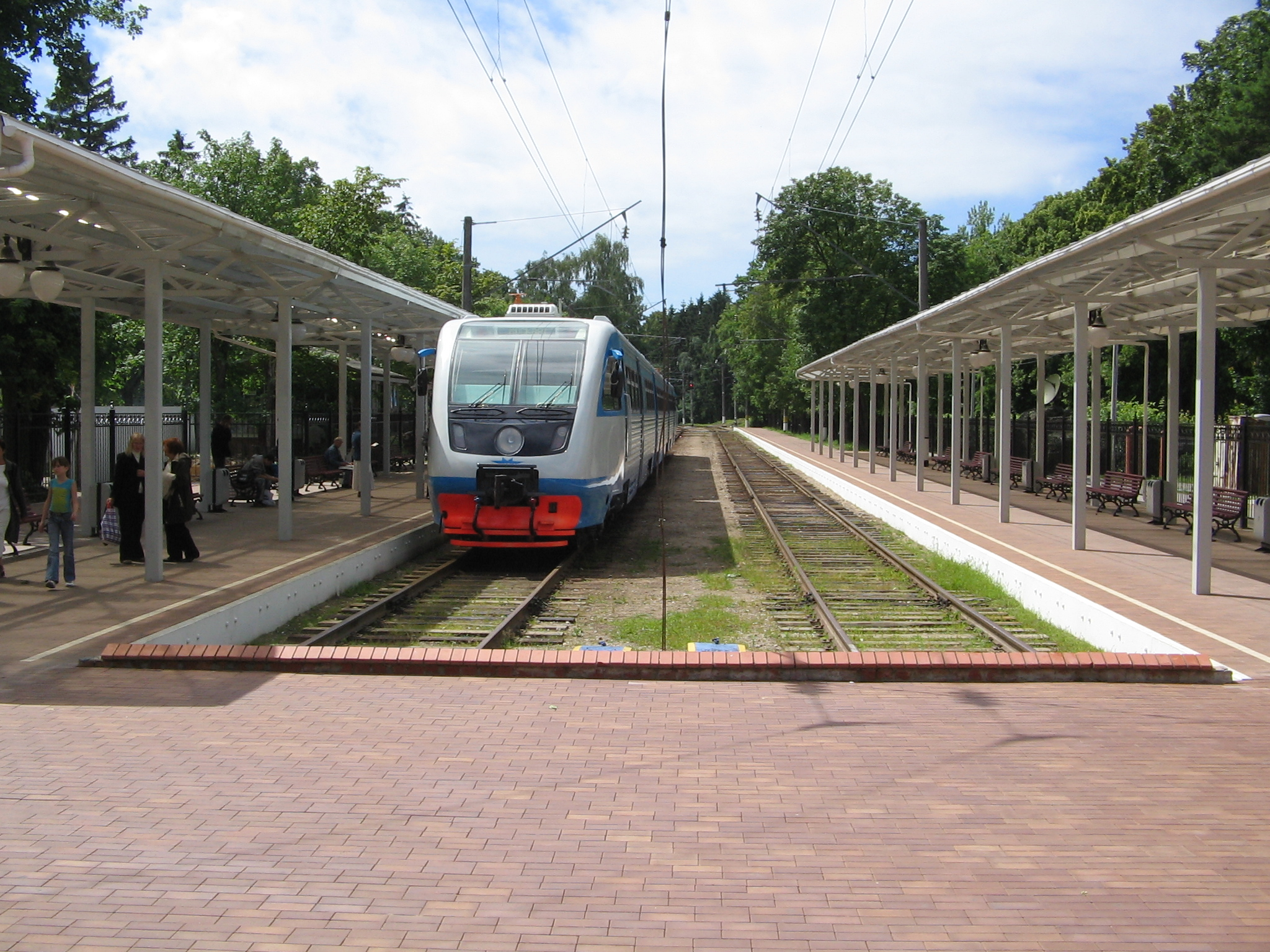
Der Bahnhof Swetlogorsk 2 (2011)

Swetlogorsk ist über die Bahnstrecke Kaliningrad–Swetlogorsk direkt mit Kaliningrad verbunden. Weiterhin gibt es über die Bahnstrecke Kaliningrad–Selenogradsk–Primorsk eine indirekte Verbindung über Selenogradsk. Es gibt zwei Bahnhöfe: Swetlogorsk I (früher: Rauschen-Ort) ist der Hauptbahnhof für die Ortschaft und war früher Durchgangsbahnhof für Züge nach Jantarny im Westen. Swetlogorsk II (früher: Rauschen-Düne) ist ein Kopfbahnhof speziell für die Badegäste mit unmittelbarem Zugang zum Strand. Die Strecke ist elektrifiziert und wird von Triebwagen befahren. Die Fahrzeit nach Kaliningrad beträgt bei direkter Verbindung 60 Minuten, bei Verbindungen über Selenogradsk etwa 80 Minuten.

### Straßen
Seit 2011 besteht Anschluss an den Primorskoje Kolzo (Küstenautobahnring), der für eine schnellere Anbindung an den Flughafen Kaliningrad sowie in die Oblasthauptstadt sorgt. Der dicht am Meer gelegene Ortsteil ist weitgehend verkehrsberuhigt. 

### Drahtseilbahn

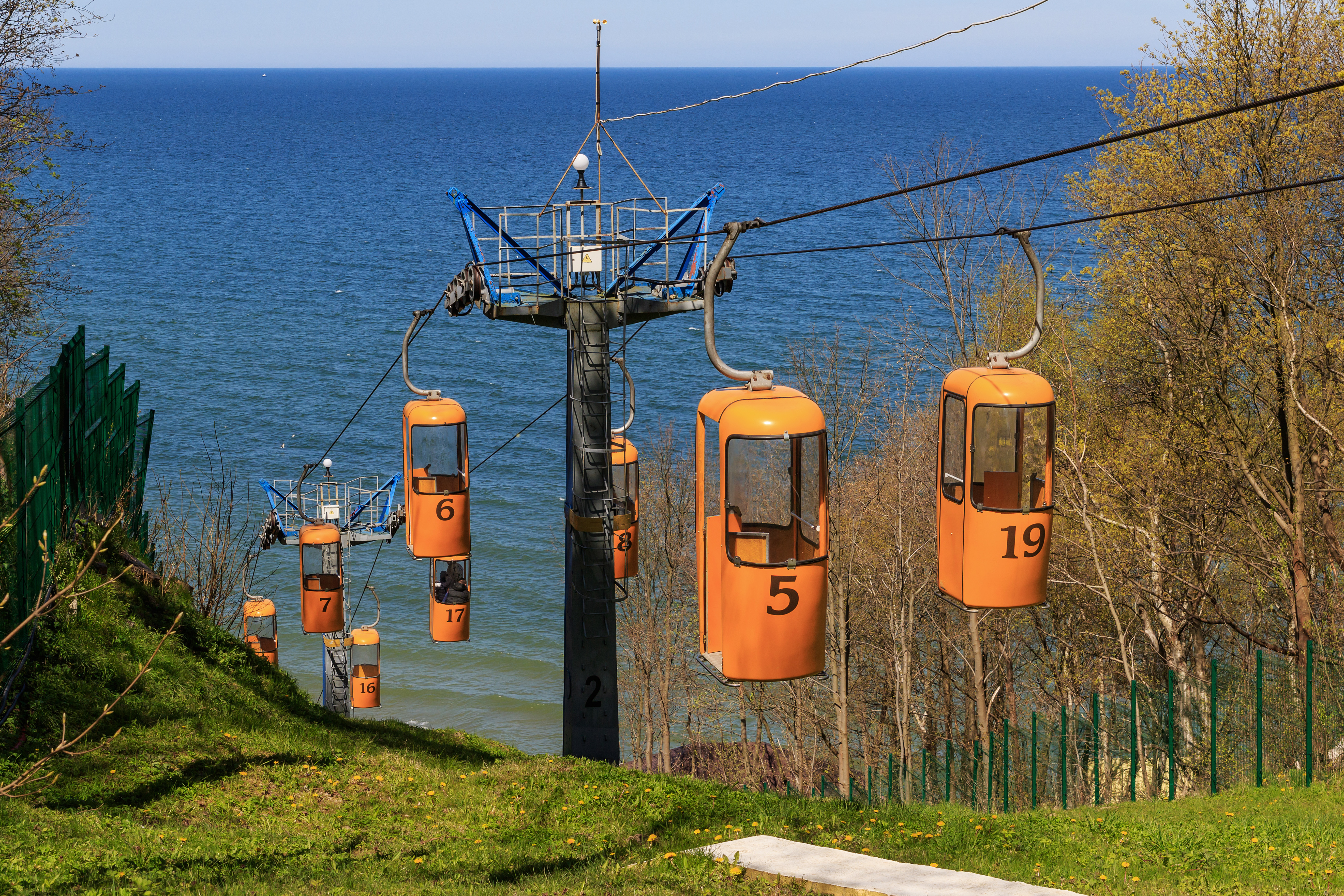
Seilbahn zwischen Bahnhof und Strand (Mai 2017)

Seit 1910 gibt es gemeindeeigene Drahtseilbahnen vom hochgelegenen Ort hinunter zum Strand. Nach der Außerbetriebnahme entstand ein klobiger Fahrstuhlturm, der den Kurgästen des Militärsanatoriums zur Verfügung stand und gegen ein Trinkgeld von Touristen genutzt werden konnte. Die Anlage war einige Jahre außer Betrieb und wurde dann abgerissen. Ein Neubau ist geplant. Vom Fahrstuhleinstieg reichte der Blick auf die Küste von Swetlogorsk. 
Wenige Meter westlich vom Fahrstuhlturm wurde in sowjetischer Zeit die neue Drahtseilbahn gebaut. Diese war ebenfalls einige Jahre außer Betrieb und wurde bis 2014 erneuert.

## Kultur und Sehenswürdigkeiten

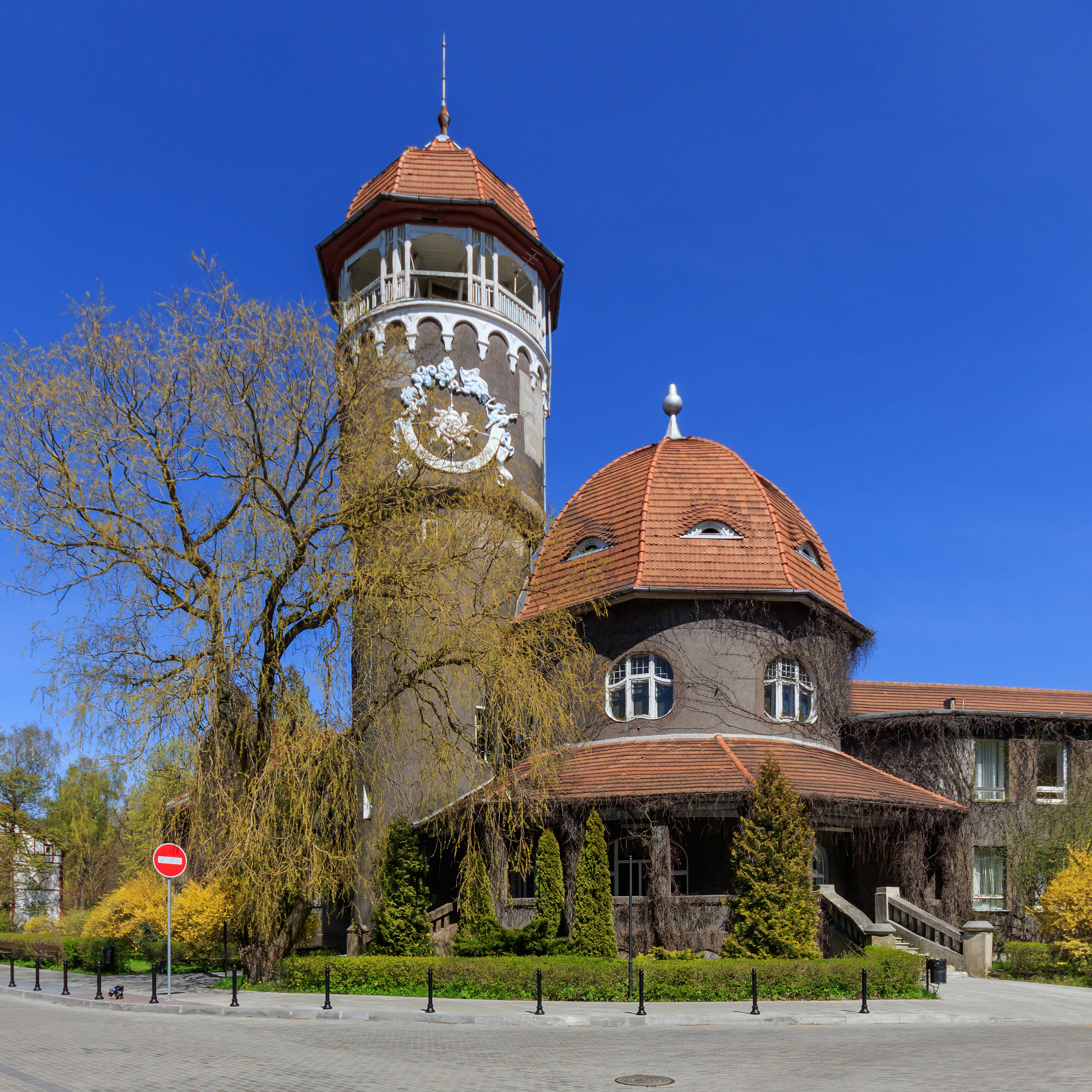
Historischer Wasserturm

In Swetlogorsk ist umfangreiche Bausubstanz aus dem 19. und frühen 20. Jahrhundert erhalten, insbesondere im Stil ostseetypischer Seebäderarchitektur, die neben neuerbauten Ferienvillen und Hotels das Ortsbild prägt. Wahrzeichen der Stadt ist ein Wasserturm aus deutscher Zeit, der heute gemeinsam mit dem Nachbargebäude ein Warmbad beherbergt. Der Wasserturm ist mit der markanten Sonnenuhr des Swetlogorsker Künstlers Nikolai Frolow geschmückt. Das Warmbad mit dem charakteristischen Turm wurde 1967 auf einer 16-Kopeken-Briefmarke abgebildet. Spätestens seit diesem Jahr gilt Swetlogorsk als "Sotschi des Nordens" und ist in Russland als Badeort beliebt.
Hauptattraktion ist und bleibt der Ostsee-Sandstrand, der seit dem 19. Jahrhundert bis heute Ströme von Touristen und Kurgästen in den Ort lockt. Täglich besuchen mehrere zehntausend Besucher den Strand von Swetlogorsk. Rund 70.000 Kurgäste besuchen jährlich einen der Kurbetriebe des Ortes. Zu den größten Kurhäusern zählen Jantarny Bereg, das Militärsanatorium (ehemaliges Kurhaus) und das "Swetlogorsk" (ehemaliges Hotel Hartmann).

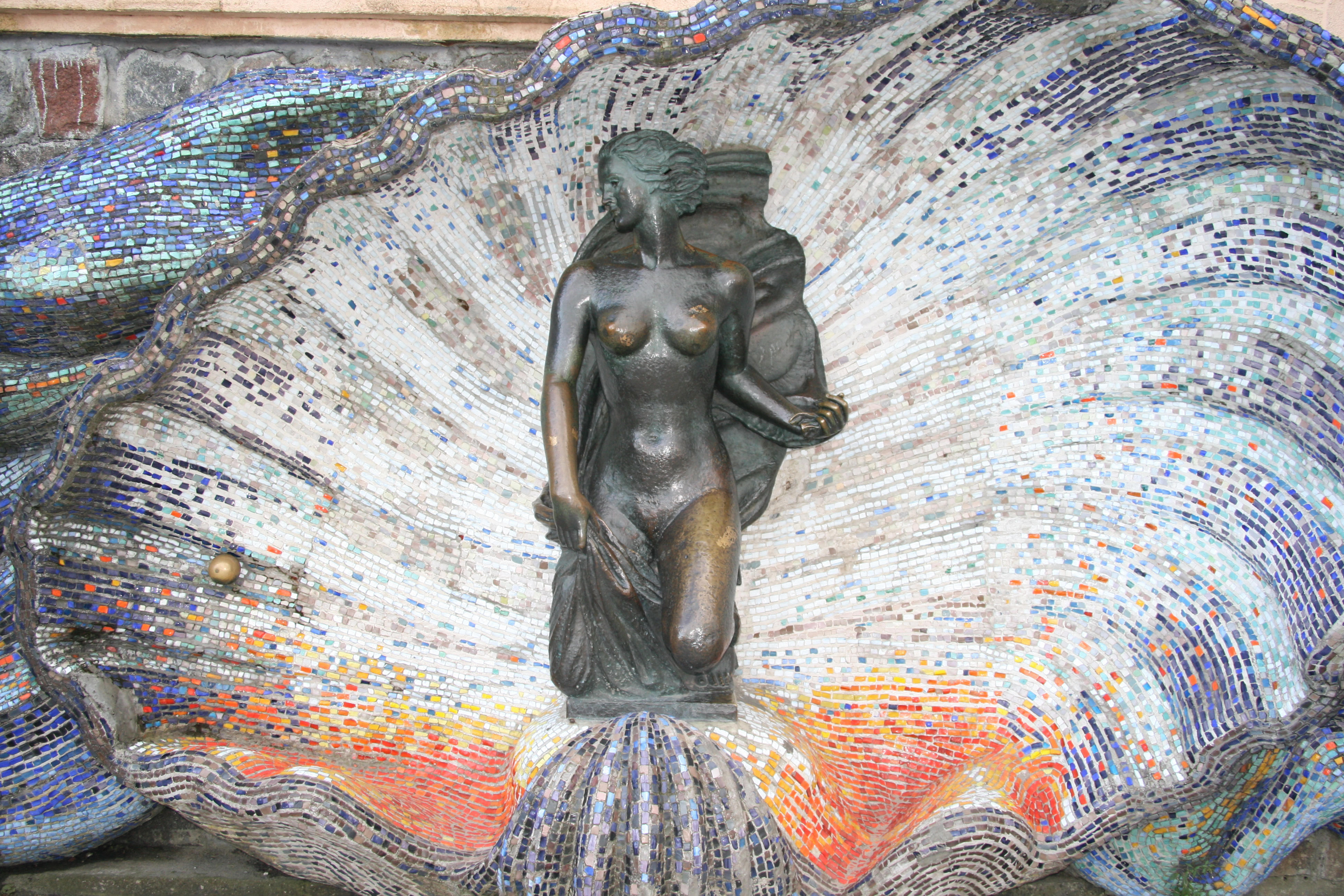
Skulptur Nymphe von Hermann Brachert aus dem Jahr 1938 an der Strandpromenade in Swetlogorsk (Juli 2010)

In Swetlogorsk gibt es ein Kunstmuseum mit Skulpturen des deutschen Bildhauers Hermann Brachert, von dem mehrere Großplastiken auch im Ort unter freiem Himmel zu sehen sind. Die 1907 gebaute Kirche wird heute als Museum genutzt.

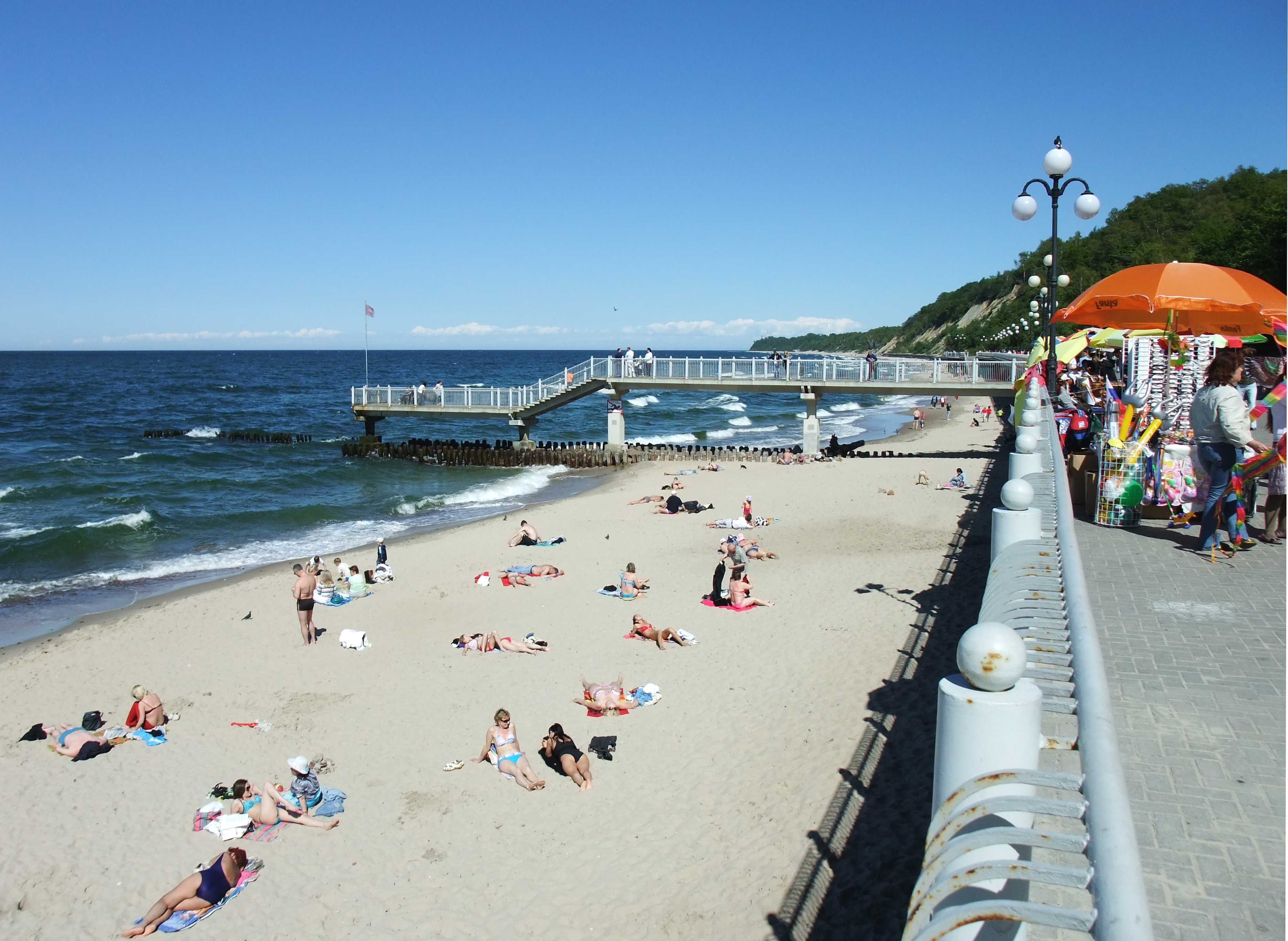
Der Strand von Swetlogorsk

2008 wurde beschlossen, in Swetlogorsk ein neues Theater zu bauen, das 1600 Plätze fassen soll. Die Bauarbeiten begannen 2009, wurden aber ein Jahr später aufgrund der weltweiten Finanz- und Wirtschaftskrise eingefroren. Im Oktober 2012 wurden die Bauarbeiten wieder aufgenommen. Im Juni 2015 wurde der erste Saal fertiggestellt. Am 13. Juni 2015 wurde im Theater, welches den Namen Jantar Choll (ru. Янтарь Холл) trägt, die erste Veranstaltung abgehalten.